# Hidroquinona
La hidroquinona o 1,4-dihidroxibenceno es un compuesto orgánico aromático que es un tipo de fenol, un derivado del benceno, que tiene la fórmula química C6H4(OH)2. Tiene dos grupos hidroxilos unidos a un anillo de benceno en posición de para. Es un sólido granular blanco. Los derivados sustituidos de este compuesto padre también se denominan hidroquinonas. El nombre "hidroquinona" fue acuñado por Friedrich Wöhler en 1843.

## Síntesis
Se puede obtener por reducción de la quinona (p-benzoquinona) (E=0,699V) en presencia de reactivos como NaBH4 y SnCl2, en un proceso que transcurre en dos etapas (formándose una especie intermedia, la hidroquinona), y que puede ser reversible en presencia de sal de Fremy.
Otra manera de sintetizar hidroquinona en el laboratorio es a partir de benceno por reacción de sustitución aromática electrofílica.

## Obtención y aplicaciones
Los sistemas oxidación-reducción hidroquinona-quinona tienen varias aplicaciones importantes:
- La hidroquinona es un revelador fotográfico esencial. La hidroquinona reduce al AgBr, activado por la luz, a Ag metálica, que ennegrece el negativo.
- Se usa como materia prima en la fabricación de multitud de colorantes.
- La hidroquinona es un agente blanqueador de la piel. Se usa para aclarar áreas localizadas de piel oscurecida, ya que es un agente despigmentador débil, es seguro cuando se emplea en concentraciones menores al 2 % (preferentemente debe emplearse bajo vigilancia del dermatólogo), que se usa típicamente en el tratamiento del cloasma. Este es un ingrediente de prescripción en algunos países, incluyendo los Estados miembros de la Unión Europea bajo las Directivas 76/768/EEC:1976.[3][4]
- También presenta otras aplicaciones, como agente artificial de bronceado.

## Efectos sobre la salud
Dentro de los peligros a la salud, se ha clasificado a la hidroquinona como un agente tóxico por ingestión directa, además de nocivo cuando entra en contacto en estado puro con los ojos y la piel, o al ser inhalada.
En el primer caso se produce irritación del tracto intestinal y, de acuerdo con estudios de laboratorio, ingerir tan solo un gramo causa tinnitus (zumbido en los oídos), náuseas, vómito, dificultad para respirar, cianosis (coloración azulada de la piel), convulsiones (movimientos musculares involuntarios), delirio (perturbación de la realidad) y colapso (notable disminución de la actividad física y mental, además de pulso débil). Asimismo, se ha detectado que la muerte sobreviene luego de la ingestión de 5 gramos.
En estado puro, al entrar en contacto con la piel da lugar a dermatitis y decoloración, y exponerse por periodos prolongados a sus vapores provoca deformación y opacidad de la córnea.
Empero, ni con la realización de amplios estudios de campo y experimentales se ha podido demostrar que la hidroquinona causa cáncer. Por ejemplo, en el reporte 123-31-9 de la Agencia Federal de Protección al Ambiente (EPA, por sus siglas en inglés) de Estados Unidos, se señala que hasta la fecha no existe estudio alguno que demuestre que la hidroquinona sea agente cancerígeno, y por lo tanto, no la tienen clasificada como tal.
A su vez, la Guía 101 Salud y Seguridad, elaborada por el Programa Internacional de Seguridad Química (IPCS INCHEM, por sus siglas en inglés), también de Estados Unidos, junto a la EPA y las Organizaciones Internacional del Trabajo (OIT) y Mundial de la Salud (OMS), tampoco la clasifica como cancerígeno en uso tópico (sobre la piel).
Igualmente, el Programa Estadounidense de Toxicología (NTP, por sus siglas en inglés) ha dado a conocer desde hace tiempo el reporte de investigación TR-366 referente a los estudios de toxicología y carcinogénesis de la hidroquinona, y luego de años de seguimiento no hubo datos que permitieran considerarla causante de cáncer.
Cabe señalar que algunas versiones difundidas en Internet y a través de correo electrónico (spam) sostienen que el uso de la hidroquinona ha sido prohibido en la Unión Europea; no obstante, lo que se han establecido son restricciones sobre su uso (la medida se debe a que, en altas dosis, la hidroquinona ha mostrado ser tóxica, mas no promotora de cáncer).
Por ejemplo, de acuerdo con el Real Decreto 1599/1997, del 17 de octubre de 1997, sobre productos cosméticos, publicado por el Instituto Nacional del Consumo, dependiente del Ministerio de Santidad y Consumo de España, queda establecido que la hidroquinona no puede contenerse en concentraciones mayores al 2 % en productos cosméticos ("toda sustancia o preparado destinado a ser puesto en contacto con las diversas partes superficiales del cuerpo humano, con los dientes y las mucosas bucales, con el fin exclusivo o principal de limpiarlos, perfumarlos, modificar su aspecto, y/o corregir los olores corporales, y/o protegerlos o mantenerlos en buen estado").
Para aclarar dudas al respecto, es de utilidad consultar el Real Decreto 1599/1997 y la tabla contenida en su Anexo III.

## Precauciones
Las personas que están expuestas, en mayor grado, a los efectos perniciosos de la hidroquinona son aquellas que manipulan este producto con cierta asiduidad. Fundamentalmente las que trabajan en procesamiento fotográfico no digital. Estos operarios manipulan cantidades significativas de hidroquinona industrial y deben tomar las precauciones adecuadas para evitar posibles daños. La hidroquinona para procesamiento fotográfico puede usarse en polvo para preparar disoluciones o adquirirse directamente como disoluciones comerciales ya preparadas, de manera que se requieren tanto el uso de guantes protectores como de gafas de seguridad.
Manténgase el envase bien cerrado y protegido de la luz. Manéjese con precaución. Evítese el contacto con la piel y ojos.